# Vívás az 1980. évi nyári olimpiai játékokon
Az 1980. évi nyári olimpiai játékokon a vívás az 1960-as római olimpia óta kialakult szokás szerint nyolc versenyszámból állt. Férfi vívásban egyéni és csapatversenyt tartottak mindhárom fegyvernemben, női vívásban csak tőr egyéni és csapatverseny szerepelt a programban.

## Éremtáblázat
(A magyar csapat és a rendező ország csapata eltérő háttérszínnel, az egyes számoszlopok legmagasabb értéke, vagy értékei vastagítással kiemelve.)
| Az 1980. évi nyári olimpiai játékok éremtáblázata vívásban | Az 1980. évi nyári olimpiai játékok éremtáblázata vívásban | Az 1980. évi nyári olimpiai játékok éremtáblázata vívásban | Az 1980. évi nyári olimpiai játékok éremtáblázata vívásban | Az 1980. évi nyári olimpiai játékok éremtáblázata vívásban | Olimpia  |
| ---------------------------------------------------------- | ---------------------------------------------------------- | ---------------------------------------------------------- | ---------------------------------------------------------- | ---------------------------------------------------------- | -------- |
|                                                            | Ország                                                     | Arany                                                      | Ezüst                                                      | Bronz                                                      | Összesen |
| 1.                                                         | Franciaország (FRA)                                        | 4                                                          | 1                                                          | 1                                                          | 6        |
| 2.                                                         | Szovjetunió (URS)                                          | 3                                                          | 3                                                          | 2                                                          | 8        |
| 3.                                                         | Svédország (SWE)                                           | 1                                                          | 0                                                          | 0                                                          | 1        |
|                                                            |                                                            |                                                            |                                                            |                                                            |          |
| 4.                                                         | Magyarország (HUN)                                         | 0                                                          | 2                                                          | 3                                                          | 5        |
| 5.                                                         | Lengyelország (POL)                                        | 0                                                          | 1                                                          | 2                                                          | 3        |
| 6.                                                         | Olaszország (ITA)                                          | 0                                                          | 1                                                          | 0                                                          | 1        |
|                                                            |                                                            |                                                            |                                                            |                                                            |          |
| Összesen                                                   | Összesen                                                   | 8                                                          | 8                                                          | 8                                                          | 24       |

## Érmesek

### Férfi
| Az 1980. évi nyári olimpiai játékok férfi érmesei vívásban | | | |
| Versenyszám                                                | Arany | Ezüst | Bronz |
| tőr, egyéni                                                | Volodimir Szmirnov · Szovjetunió (URS)                                                                          | Pascal Jolyot · Franciaország (FRA)                                                                                     | Aljakszandr Ramanykov · Szovjetunió (URS)                                                                                 |
| kard, egyéni                                               | Viktor Krovopuszkov · Szovjetunió (URS)                                                                         | Mihail Burcev · Szovjetunió (URS)                                                                                       | Gedővári Imre · Magyarország (HUN)                                                                                        |
| párbajtőr, egyéni                                          | Johan Harmenberg · Svédország (SWE)                                                                             | Kolczonay Ernő · Magyarország (HUN)                                                                                     | Philippe Riboud · Franciaország (FRA)                                                                                     |
| tőr, csapat                                                | Franciaország (FRA) · Didier Flament · Pascal Jolyot · Bruno Boscherie · Philippe Bonnin · Frédéric Pietruszka  | Szovjetunió (URS) · Aljakszandr Ramanykov · Volodimir Szmirnov · Szabirzsan Ruzijev · Asot Karagjan · Uladzimir Lapicki | Lengyelország (POL) · Adam Robak · Bogusław Zych · Lech Koziejowski · Marian Sypniewski                                   |
| kard, csapat                                               | Szovjetunió (URS) · Mihail Burcev · Viktor Krovopuszkov · Viktor Szigyak · Volodimir Nazlimov · Mikalaj Aljohin | Olaszország (ITA) · Michele Maffei · Mario Aldo Montano · Marco Romano · Ferdinando Meglio · Giovanni Scalzo            | Magyarország (HUN) · Gedővári Imre · Gerevich Pál · Hammang Ferenc · Nébald György · Nébald Rudolf                        |
| párbajtőr, csapat                                          | Franciaország (FRA) · Philippe Riboud · Patrick Picot · Hubert Gardas · Philippe Boisse · Michel Salesse        | Lengyelország (POL) · Piotr Jabłkowski · Andrzej Lis · Leszek Swornowski · Ludomir Chronowski · Mariusz Strzałka        | Szovjetunió (URS) · Asot Karagjan · Borisz Lukomszkij · Alekszandr Abusahmetov · Alekszandr Mozsajev · Volodimir Szmirnov |

### Női
| Az 1980. évi nyári olimpiai játékok női érmesei vívásban | | | |
| Versenyszám                                              | Arany | Ezüst | Bronz                                                                                                |
| tőr, egyéni                                              | Pascale Trinquet · Franciaország (FRA)                                                                                            | Maros Magda · Magyarország (HUN)                                                                                 | Barbara Wysoczańska · Lengyelország (POL)                                                            |
| tőr, csapat                                              | Franciaország (FRA) · Brigitte Latrille-Gaudin · Pascale Trinquet · Isabelle Boéri-Bégard · Véronique Brouquier · Christine Muzio | Szovjetunió (URS) · Valentyina Szidorova · Nailja Giljazova · Jelena Belova · Irina Usakova · Larisza Cagarajeva | Magyarország (HUN) · Kovács Edit · Maros Magda · Stefanek Gertrúd · Szőcs Zsuzsanna · Tordasi Ildikó |

## Magyar részvétel
Az olimpián tizennyolc vívó – tizenhárom férfi és öt nő – képviselte Magyarországot. A magyar vívók összesen
- két második,
- három harmadik és
- egy hatodik

helyezést értek el és ezzel huszonhárom olimpiai pontot szereztek. A legerdeményesebb magyar vívó Maros Magda volt, egy ezüst- és egy bronzéremmel.
Az érmes magyar vívókon kívül pontszerző helyen végzett:
- 6. helyezett:
  - tőr, csapat (Demény László, Kolczonay Ernő, Papp András, Pap Jenő, Szelei István)

Nem került az első hat közé:
- Demény László, tőr, egyéni
- Gerevich Pál, kard, egyéni
- Nébald György, kard, egyéni
- Osztrics István, párbajtőr egyéni
- Papp András, tőr, egyéni
- Pethő László, párbajtőr, egyéni
- Stefanek Gertrúd, tőr, egyéni
- Szelei István, tőr, egyéni
- Tordasi Ildikó, tőr, egyéni
- párbajtőr, csapat (Kolczonay Ernő, Osztrics István, Pap Jenő, Pethő László, Takács Péter)